# John O'Conor
Pour les articles homonymes, voir John O'Connor.
John O'Conor (Dublin, 18 janvier 1947) est un pianiste et pédagogue irlandais, ancien directeur de la Royal Irish Academy of Music.

## Biographie

### Formation
John O'Conor est élève au Belvedere College de Dublin. Il étudie d'abord le piano principalement avec J. J. O'Reilly et plus tard, une bourse du gouvernement autrichien lui permet d'étudier à Vienne, avec le célèbre pédagogue Dieter Weber. Il fait également une étude spéciale de Beethoven avec Wilhelm Kempff. En 1973, O'Conor reçoit à l'unanimité le premier prix du concours international de piano Beethoven à Vienne, qui lance sa carrière internationale. En 1975, il remporte le premier prix du concours Bösendorfer.

### Concertiste
John O'Conor donne des récitals dans les plus grandes salles du monde, notamment à New York, au Lincoln Center, le Kennedy Center à Washington, le Wigmore Hall et le Southbank Centre de Londres, le Musikverein de Vienne, à la salle Dvořák à Prague et au Bunka Kaikan de Tokyo.
Il joue en Europe, en Amérique du Nord, en Asie, en Afrique, en Australie et en Nouvelle-Zélande, avec des orchestres tels que le Symphonique de Londres, le Royal Philharmonic, l'orchestre philharmonique tchèque, l'orchestre Symphonique de Vienne, l'Orchestre national de France, les orchestres de chambre Écossais et de Stuttgart, la Camerata d'Israël, les orchestres de la NHK, de Yomiuri, de Kyushu, de Kyoto et Sapporo au Japon, le Symphonique de la KBS en Corée du Sud, le Symphonique de Singapore, le Symphonique de Nouvelle-Zélande et les orchestres de Cleveland, San Francisco, Atlanta, Boston, Dallas, Detroit, Indianapolis, Milwaukee, Seattle, Montréal, Toronto, Tampa et à Washington en Amérique du Nord. Il a joué l'intégrale des sonates de Beethoven dans un cycle de huit récitals en une saison, à un certain nombre de reprises dans de nombreuses villes, y compris Dublin (National Concert Hall), New York (Metropolitan Museum of Art) et à Boston (Gardner Museum).

### Enregistrements
John O'Conor réalise plus de vingt enregistrements pour le label Telarc, dont les sonates pour piano de Beethoven et l'intégrale des Bagatelles, cité par The New York Times comme le meilleur enregistrement de ces œuvres ; les cinq concertos pour piano de Beethoven, publié en 2008 ; quatre volumes de concertos pour piano de Mozart avec le chef d'orchestre Charles Mackerras et le Scottish Chamber Orchestra ; de nombreuses œuvres de Schubert, notamment la sonate en la majeur, les Impromptus et Moments musicaux, des valses et le Quintette « la Truite » avec le Quatuor de Cleveland ; et les deux volumes de courtes pièces pour piano : Piano classiques et Chansons d'Automne. Fervent partisan de son compatriote John Field, O'Conor a enregistré l'essentiel des plus importantes œuvres du compositeur, y compris les concertos, les sonates et les nocturnes. Son enregistrement des Nocturnes est resté présent sur le hit-parade du
Magazine Billboard pendant de nombreuses semaines,. Il a également enregistré un disque d'airs populaires irlandais favoris (Irish Classics : avec « Danny Boy », « Come back to Erin » et « The Banks of my own lovely Lee ») sur le label After9.

### Concours internationaux
O'Conor est l'un des cofondateurs du concours international de piano de Dublin, dont il est le directeur artistique et le président du jury. Il est également invité en tant que membre de jurys de nombreux concours internationaux de piano, notamment ceux de Leeds, Moscou (Tchaïkovski), Vienne (Beethoven), Varsovie (Chopin), Tel Aviv (Rubinstein), Pekin, Shanghai, Munich, Bolzano (Busoni), Cologne, Vevey (Clara Haskil), Cleveland, Salt Lake City (Gina Bachauer), à Sydney, à Pretoria, à Londres, à College Park (William Kapell), Valence (Jose Iturbi) et de Séoul.

### Enseignement
O'Conor occupe le poste de professeur de piano et artiste distingué invité, au Conservatoire de Shenandoah (près de Washington). En septembre 2010, il prend sa retraite de son poste de directeur de la Royal Irish Academy of Music, mais il continue à y enseigner régulièrement.
Depuis 1997, il reprend la suite de Kempff et donne annuellement le Cours d'interprétation Beethoven dans la villa italienne de Kempff à Positano, où le pianiste allemand donnait des cours dès 1957. Un documentaire pour la télévision, intitulée Beethoven Boot camp (« Camp d'entraînement Beethoven »), est réalisé en 2007 pour le 50e anniversaire de la création du cours par Kempff.
John O'Conor donne des classes de maître et des conférences dans de nombreuses grandes institutions musicales, notamment pour les écoles de musique de Juilliard et Manhattan à New York, et dans les universités d'Harvard, Yale, Temple, Rutgers, l'Indiana et Seattle ; à l'académie de piano d'Hamamatsu au Japon, de l'Université nationale des arts de Corée, à l'Académie national Australienne et au Conservatoire de Sydney et à Londres, à la Royal Academy of Music et à la Guildhall School of Music.

## Reconnaissance
Pour ses services rendus à la musique, O'Conor reçoit des Doctorats Honoris causa de l'Université nationale d'Irlande, du Trinity College de Dublin, du Dublin Institute of Technology et de l'Université Shenandoah. Il est compagnon honoraire de la Royal Irish Academy of Music et décoré du titre de Chevalier de l'Ordre des Arts et des Lettres par le Gouvernement français, et le Gouvernement Autrichien lui a décerné le Ehrenkreuz für Wissenschaft und Kunst. Il est également décoré par les gouvernements italiens et polonais. En 2011, il reçoit l'Ordre du Soleil Levant des mains de l'Empereur du Japon.